# Česká fotbalová liga 2022/23
Česká fotbalová liga 2022/23 byla 32. ročníkem České fotbalové ligy, která spolu s Moravskoslezskou fotbalovou ligou tvoří 3. úroveň v systému fotbalových soutěží. Je řízena Fotbalovou asociací České republiky. Sezóna začala 6. srpna 2022 a skončila 17. června 2023.
Liga je rozdělena na 2 skupiny po 16 týmech. Má se odehrát 30 zápasů systémem každý s každým doma–venku. Po 30 odehraných kolech se utkají vítězové obou skupin o jedno postupové místo do Fotbalové Národní ligy.

## Kluby
| 2. liga             | 2. liga                              | Divize                                                                     | Divize                                                                                       |
| ▲                   | ▼                                    | ▲                                                                          | ▼                                                                                            |
| ------------------- | ------------------------------------ | -------------------------------------------------------------------------- | -------------------------------------------------------------------------------------------- |
| SK Slavia Praha „B“ | FK Ústí nad Labem FK Viktoria Žižkov | FK Robstav FK Baník Most-Souš SK Sparta Kolín SK Dynamo České Budějovice B | SK Rakovník* TJ Jiskra Ústí nad Orlicí FC Slovan Liberec B FK Příbram B FC Slavoj Vyšehrad** |

```
* 
SK Rakovník
 pokračuje v 
I.A třída Středočeského kraje
.
** 
FC Slavoj Vyšehrad
 byl přeřazen do 
Pražského přeboru
.
```

## Skupina A[1]
| Poř. | Tým                           | Z  | V  | R  | P  | VG | OG | B  |
| ---- | ----------------------------- | -- | -- | -- | -- | -- | -- | -- |
| 1.   | TJ Jiskra Domažlice           | 30 | 19 | 8  | 3  | 58 | 33 | 65 |
| 2.   | Bohemians 1905 B              | 30 | 18 | 3  | 9  | 68 | 40 | 57 |
| 3.   | FC Viktoria Plzeň „B“         | 30 | 16 | 6  | 8  | 53 | 27 | 54 |
| 4.   | FK Loko Vltavín               | 30 | 17 | 3  | 10 | 52 | 36 | 54 |
| 5.   | FK Admira Praha               | 30 | 14 | 8  | 8  | 46 | 31 | 50 |
| 6.   | FK Motorlet Praha             | 30 | 10 | 10 | 10 | 41 | 37 | 40 |
| 7.   | Povltavská fotbalová akademie | 30 | 11 | 6  | 13 | 43 | 49 | 39 |
| 8.   | FK Robstav                    | 30 | 11 | 6  | 13 | 50 | 50 | 39 |
| 9.   | FC Písek                      | 30 | 10 | 8  | 12 | 47 | 63 | 38 |
| 10.  | Sokol Hostouň                 | 30 | 10 | 8  | 12 | 43 | 53 | 38 |
| 11.  | FK Dukla Praha B              | 30 | 10 | 8  | 12 | 49 | 49 | 38 |
| 12.  | SK Dynamo České Budějovice B  | 30 | 10 | 6  | 14 | 36 | 48 | 36 |
| 13.  | FC Slavia Karlovy Vary        | 30 | 10 | 6  | 14 | 44 | 50 | 36 |
| 14.  | FK Králův Dvůr                | 30 | 10 | 5  | 15 | 43 | 62 | 35 |
| 15.  | FK Zbuzany 1953               | 30 | 7  | 7  | 16 | 41 | 54 | 28 |
| 16.  | FK Baník Sokolov 1948         | 30 | 7  | 2  | 21 | 31 | 63 | 23 |

|  | Postup do play-off o postup do Fortuna Národní ligy |
|  | Sestup do Divize A, Divize B nebo Divize C          |

## Skupina B[2]
| Poř. | Tým                     | Z  | V  | R  | P  | VG | OG | B  |
| ---- | ----------------------- | -- | -- | -- | -- | -- | -- | -- |
| 1.   | FK Viktoria Žižkov      | 30 | 22 | 6  | 2  | 66 | 19 | 72 |
| 2.   | TJ Slovan Velvary       | 30 | 18 | 6  | 6  | 59 | 32 | 60 |
| 3.   | SK Sokol Brozany        | 30 | 17 | 3  | 10 | 43 | 30 | 54 |
| 4.   | SK Sparta Kolín         | 30 | 15 | 5  | 10 | 53 | 50 | 50 |
| 5.   | FK Chlumec nad Cidlinou | 30 | 13 | 8  | 9  | 44 | 42 | 47 |
| 6.   | SK Zápy                 | 30 | 11 | 11 | 8  | 46 | 37 | 44 |
| 7.   | FK Mladá Boleslav B     | 30 | 10 | 10 | 10 | 43 | 38 | 40 |
| 8.   | FK Teplice B            | 30 | 12 | 4  | 14 | 57 | 60 | 40 |
| 9.   | FC Hradec Králové B     | 30 | 10 | 7  | 13 | 27 | 43 | 37 |
| 10.  | FK Baník Most-Souš      | 30 | 9  | 9  | 12 | 38 | 46 | 36 |
| 11.  | FK Ústí nad Labem       | 30 | 8  | 8  | 14 | 45 | 68 | 32 |
| 12.  | FK Jablonec B           | 30 | 8  | 8  | 14 | 44 | 45 | 32 |
| 13.  | TJ Sokol Živanice       | 30 | 7  | 11 | 12 | 46 | 48 | 32 |
| 14.  | FK Pardubice B          | 30 | 8  | 7  | 15 | 33 | 42 | 31 |
| 15.  | FK Přepeře              | 30 | 7  | 8  | 15 | 36 | 59 | 29 |
| 16.  | SK Benešov              | 30 | 7  | 5  | 18 | 33 | 54 | 26 |

|  | Postup do play-off o postup do Fortuna Národní ligy |
|  | Sestup do Divize A, Divize B nebo Divize C          |

## Baráž o FNL[3]
| 14. června 2023 17:00 |        |                    |                                   |
| TJ Jiskra Domažlice   | 0:0    | FK Viktoria Žižkov | Střelnice, Domažlice diváci: 2122 |
|                       | Report |                    | Střelnice, Domažlice diváci: 2122 |

| 17. červen 2023 10:15                       |        |                     |                                                |
| FK Viktoria Žižkov                          | 4:0    | TJ Jiskra Domažlice | Stadion FK Viktoria Žižkov, Praha diváci: 2747 |
| Batioja 15' Řezáč 27' Voltr 38' Tregler 80' | Report |                     | Stadion FK Viktoria Žižkov, Praha diváci: 2747 |